# الصبيان والنجمتان الذهبيتان
الصبيان والنجمتان الذهبيتان (بالرومانية: Doi feți cu stea în frunte)‏ هي حكاية خرافية رومانية. أدرجها أندرو لانغ في كتاب الجنية البنفسجية. وهناك عنوان بديل للحكاية وهو التوائم مع النجمة الذهبية.

## مُلخَّص القصة
كان هناك راعي لديه ثلاث فتيات، وكانت الصغرى أكثرهنّ جمالاً. وفي يوم من الأيام عندما كان الإمبراطور يمر مع بعض رفاقه، قالت الابنة الكبرى لو أن الإمبراطور تزوجها فإنها سوف تخبز له رغيفاً من الخبز يجعله شجاعا ولا يشيخ ابداً. وقالت الابنة الوسطى إن تزوجها أحدهم، فإنها ستحيك له رداء يحميه في أي نزال، حتى ضد تنين، ولو كان نزالا ضد الحرارة والماء. وقالت الابنة الصغرى بأنها ستنجب لمن يتزوجها توأماً لهما نجمة في جبينهما. فقرر الإمبراطور أن يتزوج الابنة الصغرى، وتزوج اثنان من أصدقائه اختيها.
أرادت زوجة والد الإمبراطور أن يتزوج ابنتها بدلاً من زوجته الجديدة -الابنة الصغرى- فقررت هي وأخيها أن يدبرا له مكيدة تجعله يتخلى عن زوجته. وعندما أنجبت الإمبراطورة التوأمان في غيابه، قتلتهما زوجة الأب ودفنتهما في أطراف الحديقة، ووضعت مكانهما جروين، فعاقب الإمبراطور زوجته لتكون عبرة لمن يحاول خداع الإمبراطور كما بدا له الأمر.
نمت شجرتا حورٍ بسرعة مذهلة في مكان قبر التوأمين. وحاولت زوجة الأب قطع الشجرتين، ولكن الإمبراطور نهاها عن ذلك. وفي النهاية، حاولت ان تقنعه بقطعهما، مقابل أن تصنع من خشبهما سريرين أحدهما له والأخر لها. وفي المساء، بدأ السريران بالحديث إلى بعضهما البعض.
تملك زوجة الأب الآن سريرين جديدين، فأحرقت السريرين الأصليين. وبينما كانا يحترقان، طارت شرارتان شديدتا اللمعان باتجاه النهر، وتحولتا إلى سمكتين ذهبيتين. وعندما أمسك الصيادون بهما، أرادوا أن يأخذوهما أحياء إلى الإمبراطور. ولكن طلبت السمكتان من الصيادين أن يتركاهما لتسبحان في الندى بدلاً من أخذهما إلى الإمبراطور، وأن يجففوهما بأشعة الشمس بعد ذلك. وعندما فعل الصيادون ذلك، عادت السمكتين أطفالا كما كانوا عليه، يكبُران سريعا مع الأيام.
ارتدى التوأمان قبعات من جلد الخراف لتغطية شعرهما والنجمتين اللتين على جبينهما، وشقا طريقهما نحو قلعة أبيهم، ولم يخلعا قبعتيهما إلا عندما فرغا من سرد قصتهما، عندها فقط خلع الصبيان قبعاتهم، فأمر الإمبراطور بإعدام زوجة الأب واستعاد زوجته.